# Победнице светских првенстава у атлетици на отвореном — штафета 4 × 400 метара
Победнице светских првенстава у атлетици на отвореном у дисциплини штафета 4 × 400 метара за жене, која је увршћена у програм од првог Светског првенства у Хелсинкију 1983. године, приказани су у следећој табели са постигнутим резултатима. Резултати су дати у формату минуте:секунде.стотинке.
| Светско првенство       |                  | Резултат |                  | Резултат |                  | Резултат |
| Хелсинки 1983. детаљи   | Источна Немачка  | 3:19.73  | Чехословачка     | 3:20.32  | Совјетски Савез  | 3:21.16  |
| Рим 1987. детаљи        | Источна Немачка  | 3:18.63  | Совјетски Савез  | 3:19.50  | Сједињене Државе | 3:21.04  |
| Токио 1991. детаљи      | Совјетски Савез  | 3:18.43  | Сједињене Државе | 3:20.15  | Немачка          | 3:21.25  |
| Штутгарт 1993. детаљи   | Сједињене Државе | 3:16.71  | Русија           | 3:18.38  | Велика Британија | 3:23.41  |
| Гетеборг 1995. детаљи   | Сједињене Државе | 3:22.39  | Русија           | 3:23.98  | Аустралија       | 3:25.88  |
| Атина 1997. детаљи      | Немачка          | 3:20.92  | Сједињене Државе | 3:21.03  | Јамајка          | 3:21.30  |
| Севиља 1999. детаљи     | Русија           | 3:21.98  | Сједињене Државе | 3:22.09  | Немачка          | 3:22.43  |
| Едмонтон 2001. детаљи   | Јамајка          | 3:20.65  | Немачка          | 3:21.97  | Русија           | 3:24.92  |
| Париз 2003. детаљи      | Сједињене Државе | 3:22.63  | Русија           | 3:22.91  | Јамајка          | 3:22.92  |
| Хелсинки 2005. детаљи   | Русија           | 3:20.95  | Јамајка          | 3:23.29  | Велика Британија | 3:24.44  |
| Осака 2007. детаљи      | Сједињене Државе | 3:18.55  | Јамајка          | 3:19.73  | Велика Британија | 3:20.04  |
| Берлин 2009. детаљи     | Сједињене Државе | 3:17.83  | Јамајка          | 3:21.15  | Русија           | 3:21.64  |
| Тегу 2011. детаљи       | Сједињене Државе | 3:18.09  | Јамајка          | 3:18.71  | Русија           | 3:19.36  |
| Москва 2013. детаљи     | Сједињене Државе | 3:20.41  | Велика Британија | 3:22.61  | Француска        | 3:24.21  |
| Пекинг 2015. детаљи     | Јамајка          | 3:19.13  | Сједињене Државе | 3:19.44  | Велика Британија | 3:23.62  |
| Лондон 2017. детаљи     | Сједињене Државе | 3:19.02  | Велика Британија | 3:25.00  | Пољска           | 3:25.41  |
| Доха 2019. детаљи       | Сједињене Државе | 3:18.92  | Пољска           | 3:21.89  | Јамајка          | 3:22.37  |
| Јуџин 2022. детаљи      | Сједињене Државе | 3:17.79  | Јамајка          | 3:20.74  | Велика Британија | 3:22.64  |
| Будимпешта 2023. детаљи | Холандија        | 3:20.72  | Јамајка          | 3:20.88  | Велика Британија | 3:21.04  |
| Токио 2025.             |                  |          |                  |          |                  |          |

## Биланс медаља на светским првенствима
Стање после првенства 2023.
|     | Држава           |    |    |    |    |
| --- | ---------------- | -- | -- | -- | -- |
| 1.  | Сједињене Државе | 10 | 4  | 1  | 15 |
| 2.  | Јамајка          | 2  | 6  | 3  | 11 |
| 3.  | Русија           | 2  | 3  | 3  | 8  |
| 4.  | Источна Немачка  | 2  | 0  | 0  | 2  |
| 5.  | Немачка          | 1  | 1  | 2  | 4  |
| 6.  | Совјетски Савез  | 1  | 1  | 1  | 3  |
| 7.  | Холандија        | 1  | 0  | 0  | 1  |
| 8.  | Велика Британија | 0  | 2  | 6  | 8  |
| 9.  | Пољска           | 0  | 1  | 1  | 2  |
| 10. | Чехословачка     | 0  | 1  | 0  | 1  |
| 11. | Француска        | 0  | 0  | 1  | 1  |
| 11. | Аустралија       | 0  | 0  | 1  | 1  |
|     | Укупно 12 земаља | 19 | 19 | 19 | 57 |